# NGC 7037
NGC 7037 este o galaxie situată în constelația Lebăda. A fost descoperită în 5 august 1829 de către John Herschel.